# Amerant Bank Arena
Le Amerant Bank Arena (autrefois appelé Broward County Civic Arena, National Car Rental Center, Office Depot Center, BankAtlantic Center, BB&T Center et FLA Live Arena) est une salle omnisports située près du centre commercial Sawgrass Mills à Sunrise, dans la banlieue ouest de Fort Lauderdale, en Floride. Avec ses 19 250 sièges pour les matchs de hockey, il est actuellement le plus gros aréna de l'état de la Floride, dépassant ainsi l'Amalie Arena (qui a réduit sa capacité maximale jusqu'à 19 204 places).
Depuis 1998, c'est la patinoire des Panthers de la Floride, une franchise de hockey sur glace évoluant en Ligue nationale de hockey. Mais elle fut aussi le domicile des Florida Pit Bulls, une équipe de basket-ball évoluant en ABA pendant la saison 2005-2006, puis les Florida Bobcats de l'Arena Football League entre 1999 et 2001. Sa capacité est de 19 250 places pour les matchs de hockey sur glace, 20 737 pour le basket-ball, 19 779 pour le football américain en salle et le futsal puis 3 000 en configuration de théâtre (Sawgrass Live). Lors des concerts elle peut offrir entre 15 207 et 22 457 places selon la disposition. La salle dispose de plusieurs commodités avec 70 suites de luxe et 2 336 sièges de club. Dans les alentours de l'arène il y a des parkings pouvant contenir 7 600 places.

## Histoire
La recherche d'une nouvelle arène a commencé en 1993, quand Wayne Huizenga a obtenu la nouvelle franchise des Panthers de la Floride. Le processus de recherche est devenu une stratégie de développement rapide quand l'emplacement dans Sunrise a été choisi en juin 1996.
En juillet 1996, le gérant du conseil municipal de Homestead, Alex Muxo, a recueilli plus d'une douzaine d'architectes, d'ingénieurs et d'entrepreneurs pour la première séance de réflexion sur la conception du projet. Une arène à la pointe de la technologie devait être construite pour le 30 août 1998, afin de s'adapter au début de la saison 1998-1999 de la LNH. Des architectes de la firme Ellerbe Becket avaient un délai de 26 mois pour terminer le bâtiment. Ils n'avaient jamais conçu une arène en moins de 31 mois mais ils ont accepté le défi.
Walter Budge Upton, le directeur de l'Arena Development Company, a mené l'équipe de construction de Centex-Rooney Construction, Huber. Hunt & Nichols et Morse Diesel. Ensemble, ils ont dû déterminer et coordonner une série de détails pour obtenir le travail accompli dans les délais. Pendant des mois, les ouvriers construisaient l'arène, y compris les week-ends. Plus de 600 ouvriers ont fait la maçonnerie, érigé les murs, installé la tuyauterie, la climatisation et les systèmes électriques. Presque 500 ouvriers ont installé les 19 000 sièges et soixante-dix suites de luxe ont été terminées. Faisant en moyenne environ 60 mètres carrés, les suites sont les plus grandes du pays pour ce type de bâtiment. Tous les travaux ont généré près de 50 sous-traitants et 2,3 millions d'heures de travail sans dommages majeurs.
Le 3 octobre 1998, la salle fut inaugurée sous le nom de Broward County Civic Arena et coûta 212 millions de dollars. Le même jour, un concert inaugural de Céline Dion a réuni la plus grande affluence dans l'arène avec 20 614 spectateurs. Les concepteurs sont des architectes de la firme Ellerbe Becket, et le comté de Broward finança 184,7 millions de dollars du projet avec une taxe de 2 % sur le tourisme. Ses anciens noms étaient National Car Rental (1998-2002) et Office Depot Center (2002-2005). L'arène est située à côté d'un centre commercial, le Sawgrass Mills.
Le bâtiment peut aussi être utilisé pour les foires commerciales (offrant 1 600 m² d'espace) et d'autres événements comme le cirque (19 148 places), les spectacles sur glace (14 037 places), la boxe (21 070 places) et les concerts (21 371 places (end-stage) et 22 457 places (center-stage)). C'est un site majeur pour les concerts dans la région de Miami-Fort Lauderdale. U2 ont débuté leurs Elevation Tour dans l'arène en 2001, de même pour Guns N' Roses qui ont commencé la tournée 2006/2007 du Chinese Democracy tour dans l'arène le 24 octobre 2006.
Le 30 octobre 2006, Barbra Streisand a produit un concert au BankAtlantic Center durant lequel un spectateur jeta sa boisson sur elle.
Depuis 2021, l'aréna a changé de nom puisque BB&T, l'entreprise qui a sponsorisé l'amphithéâtre a décidée de ne pas renouveler son contrat, en attendant d'un nouveau sponsor, la salle portera un nom temporaire : FLA Live Arena.

## Événements
- Concert de Céline Dion, 3 octobre 1998
- WCW Bash at the Beach, 11 juillet 1999
- WWE Armageddon, 12 décembre 1999
- Concert de U2 Elevation Tour, 2001
- Repêchage d'entrée dans la LNH 2001, juin 2001
- Concert de Sarah Brightman (La Luna World Tour), 2001
- Concerts de Madonna (Drowned World Tour), 14 et 15 août 2001
- WWE Armageddon, 15 décembre 2002
- 53e Match des étoiles de la Ligue nationale de hockey, 2 février 2003
- Concerts de Madonna (Re-Invention Tour), 28 et 29 juillet 2004
- ABA All-Star game, 2006
- Concert de Guns N' Roses (Chinese Democracy Tour), 24 octobre 2006
- Concert de Barbra Streisand, 30 octobre 2006
- Concert de The Who, 20 novembre 2006
- Concert de Iron Maiden (Somewhere Back In Time Tour), 2 avril 2009
- Concert de Demi Lovato (Demi Lovato: Live In Concert, 1er août 2009
- Concert de Lady Gaga, 12 avril 2011
- Concert de Rihanna, 14 juillet 2011
- Concert de Lady Gaga (The Born This Way Ball Tour), 15 mars 2013
- Concert de Demi Lovato (The Neon Lights Tour), 25 février 2014
- Concert de Lady Gaga (artRAVE : The ARTPOP Ball ), 4 mai 2014

## Galerie

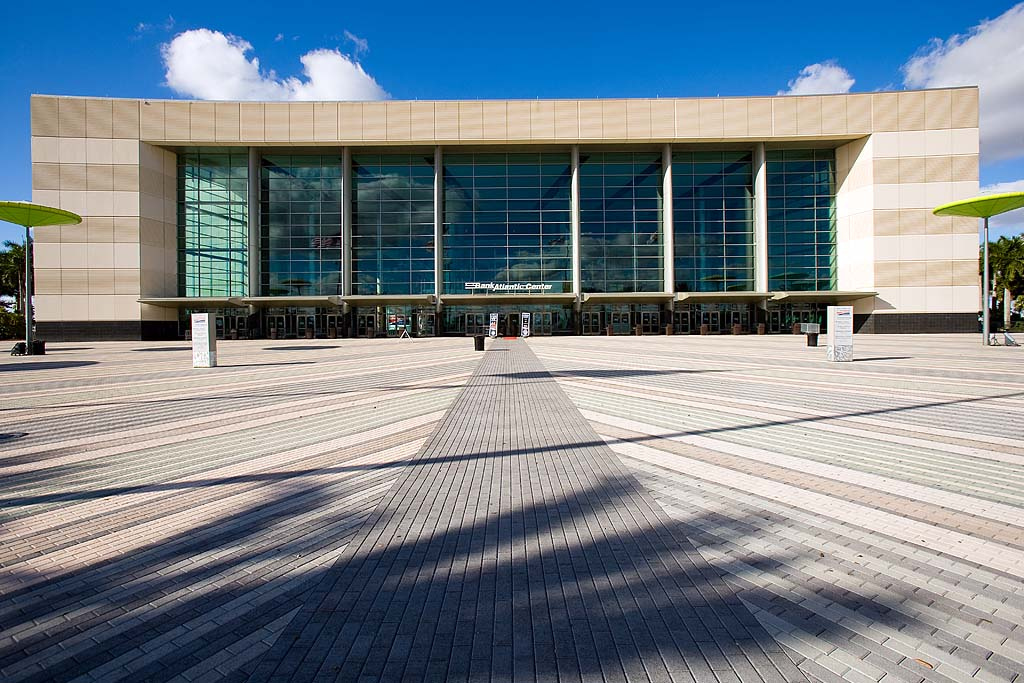
Façade du bâtiment
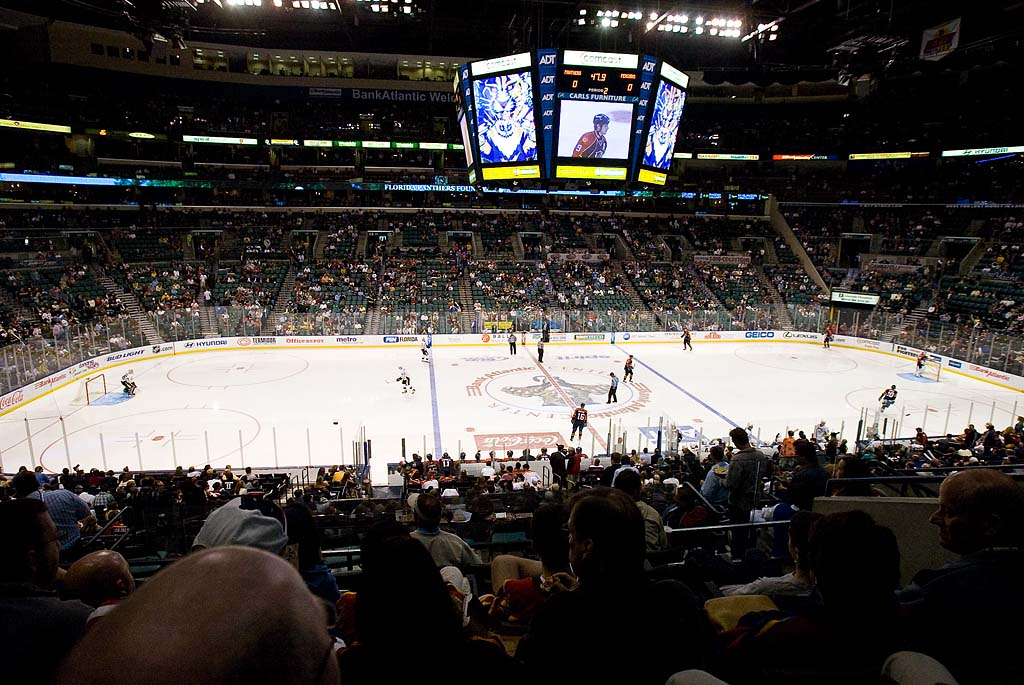
La patinoire
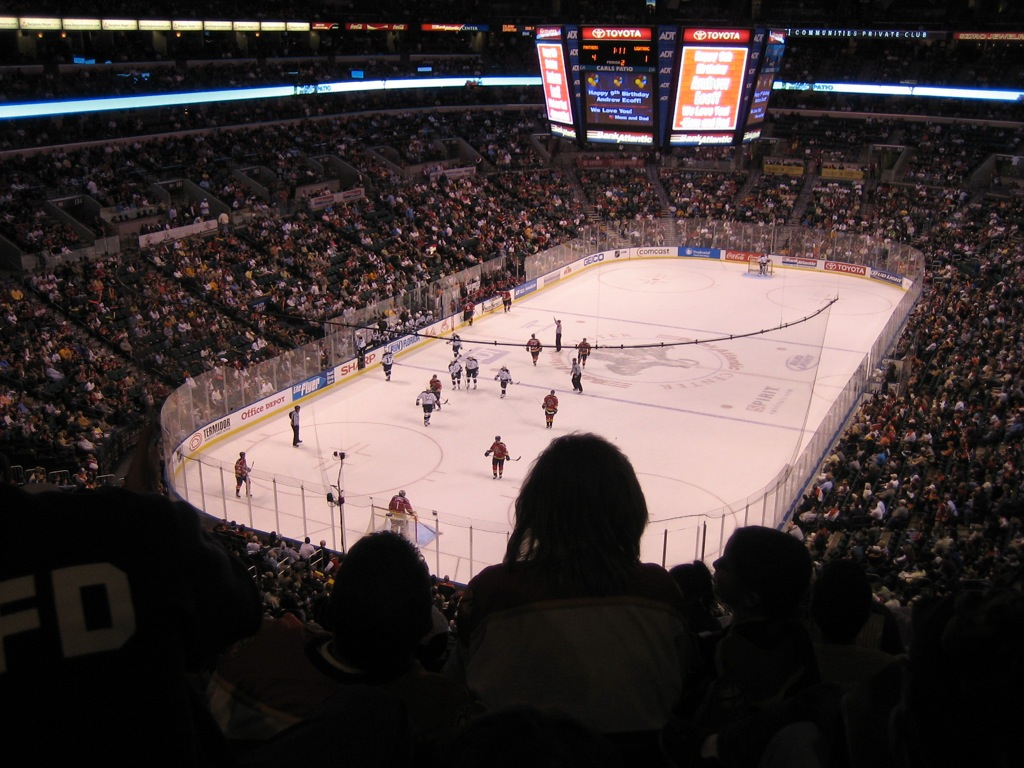
Vue intérieure
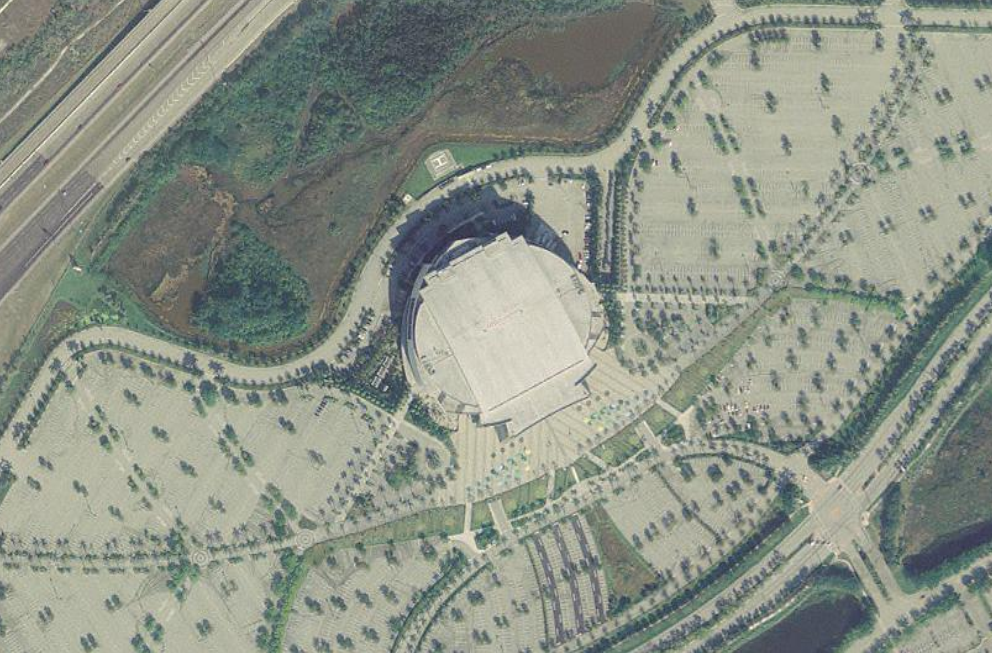
Image satellite
Ancien logo (2005-2012)